# Nilüfer Verdi
Nilüfer Ruacan Verdi (n. 1956) este o pianistă de jazz din Turcia. Este prima artistă de acest fel din țara sa.